# Barletta Calcio a 5
L'Associazione Sportiva Dilettantistica Barletta Calcio a 5 è una squadra italiana di calcio a 5 con sede a Barletta.

## Storia
La squadra nasce nel 1990 presso l'oratorio "Fra' Dionisio" per volontà di Antonio Dazzaro, che per oltre venticinque anni porta avanti il progetto rivestendo varie mansioni societarie. Dopo le prime stagioni giocate a livello amatoriale, nel 1993 la società si affilia alla FIGC iscrivendosi al campionato regionale. La vittoria dello stesso nella stagione 1998-99 promuove i biancorossi nella Serie B nazionale, categoria che manterranno consecutivamente - grazie ad alcuni ripescaggi - per diciassette stagioni, stabilendo il record di partecipazioni sia consecutive, sia assolute. Al termine di un appassionante testa a testa con la Virtus Rutigliano protrattosi per tutta la stagione, nel 2016 il Barletta vince il proprio girone di Serie B conquistando la promozione in Serie A2.

## Statistiche
| Livello | Categoria | Partecipazioni | Debutto   | Ultima stagione | Totale |
| ------- | --------- | -------------- | --------- | --------------- | ------ |
| 2º      | Serie A2  | 4              | 2016-2017 | 2019-2020       | 4      |
| 3º      | Serie B   | 18             | 1999-2000 | 2020-2021       | 23     |
| 3º      | Serie C   | 5              | 1993-1994 | 1997-1998       | 23     |
| 4º      | Serie C   | 1              | 1998-1999 | 1998-1999       | 5      |
| 4º      | Serie C1  | 2              | 2021-2022 | 2024-2025       | 5      |

## Palmarès
- Campionato di Serie B: 1
2015-16